# Luis Larraín Arroyo
Luis Alberto Larraín Arroyo (Santiago, 4 de abril de 1956) es un político y economista chileno. Fue ministro director de la Oficina de Planificación Nacional de Chile (1989-1990). Actualmente es presidente del consejo asesor del Instituto Libertad y Desarrollo (LyD).

## Biografía
Es el tercero de los siete hijos de Luis Larraín Marín y de María Teresa Arroyo Correa, estudió en el colegio Saint George's. En 1974 entró a estudiar ingeniería comercial en la Pontificia Universidad Católica de Chile, obteniendo posteriormente la licenciatura en economía. Aún como estudiante, fue invitado por José Piñera a trabajar en la revista Economía y Sociedad. Cuando Piñera fue nombrado ministro del trabajo en la dictadura militar de Augusto Pinochet en 1978, Larraín participó como asesor ministerial y luego asumió como superintendente de Seguridad Social en medio de la crisis económica de comienzos de los años 1980; durante su administración, se creó el subsidio único familiar para contrarrestar el fuerte alza en el desempleo.
Mientras las políticas neoliberales fueron contrarrestadas para revertir la crisis, Larraín entró a la empresa privada, participando en la cadena de supermercados Unimarc hacia 1984. Meses después, con el reingreso de los Chicago Boys a la administración económica nacional, Larraín fue convocado para integrar la Oficina de Planificación Nacional de Chile (Odeplan).
Tras ser subdirector, a mediados del año 1989 asumió como ministro director de la Odeplan. El 11 de marzo de 1990 entregó el cargo a Sergio Molina, siendo así el último ministro de dicha oficina nombrado por la Junta Militar (1973-1990). Tras abandonar dicho cargo, se unió a Hernán Büchi y Cristián Larroulet en la fundación del Instituto Libertad y Desarrollo, un think tank liberal, del cual es actualmente su director ejecutivo.
Ha ejercido como profesor universitario en cursos de microeconomía, política económica y comercio internacional en diversas instituciones universitarias de Chile, siendo director de la escuela de Ingeniería Comercial en la Universidad Nacional Andrés Bello durante dos años. También, ha publicado artículos sobre temas económicos y políticos, como pobreza, privatización y el rol del Estado en la economía y ha sido columnista en el diario El Mercurio, uno de los más influyentes del país.
El 16 de abril de 2014 asumió como presidente de Cruzados SADP, cargo que desempeñó hasta su renuncia el 25 de julio de 2016, siendo sucedido por Juan Tagle.